# Autostrada A29 (Holandia)
Autostrada A29 (nl. Rijksweg 29) – autostrada w Holandii zaczynająca się od węzła z autostradą A15. Do węzła z drogami N259 w kierunku Dinteloord i N268 w kierunku Oud Gastel.